# Fab lab

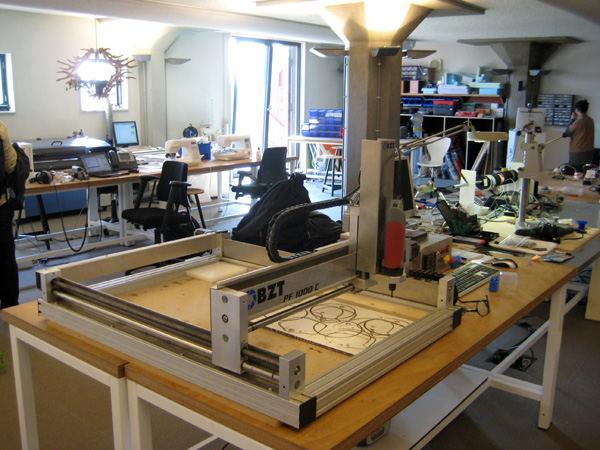
Amsterdam Fab Lab at The Waag Society

O fab-lab (abreviação do inglês: "fabrication laboratory": "laboratório de fabricação") é um pequeno laboratório-oficina ligado ao movimento cultura maker (DIY - Faça você mesmo, hardware livre e, código aberto), que oferece fabricação digital  (pessoal), através de um conjunto de ferramentas flexíveis controladas por computador com o objetivo de fazer "quase tudo", que cobrem diversas escalas de tamanho e diversos materiais diferentes. Isso inclui produtos tecnológicos geralmente vistos como limitados apenas para produção em massa. 
Embora os fab labs ainda não compitam com a produção em massa e sua economia de escala associada na fabricação de produtos amplamente distribuídas, eles já demonstraram potencial para capacitar indivíduos a criar dispositivos inteligentes para si mesmos. Estes dispositivos podem ser adaptados às necessidades locais ou pessoal de maneiras que não são práticos ou econômicos usando a produção em massa.

## Histórico
O programa Fab Lab iniciou como uma colaboração entre os grupos grassroots, voltados à invenções, e o Center for Bits and Atoms no laboratório de Media Lab do Instituto de Tecnologia de Massachusetts, com a concessão da Fundação de Ciências Naturais (Washington, D.C.) em 2001.

## Localização
Os fab-labs possuem uma plataforma online para indexação e organização de seus dados. Eles são encontrados através do site Fablabs.io